# クレメンス・フリッツ
クレメンス・フリッツ（Clemens Fritz、1980年12月7日 - ）は、東ドイツ、エアフルト出身の元ドイツ代表のサッカー選手。ポジションはDF。

## 経歴
レギオナルリーガ（3部相当）のFCロートヴァイス・エアフルトでフォワードとしてキャリアをスタート。2001年にブンデス2部のカールスルーエSCへ移籍し、フォワードだけでなくサイドハーフとしても起用され、U-21代表でも主力となる。2003年にバイエル・レバークーゼンへ移籍するとさらにポジションを下げ、右サイドバックとしてもプレーするようになるが、怪我もあり十分な活躍は出来なかった。
2006年にヴェルダー・ブレーメンへ加入。早々に右サイドバックのポジションを獲得し、フル代表入りも果たした。2007年6月2日のサンマリノ戦で代表初ゴールを記録。
2017年5月、2016-17シーズン終了をもって現役引退を表明。

## 所属クラブ
- FCロートヴァイス・エアフルト 2000-2001
- カールスルーエSC 2001-2003
- バイエル・レバークーゼン 2003-2006
- ヴェルダー・ブレーメン 2006-2017